# Світський гуманізм
Світський (секулярний) гуманізм (англ. secular humanism) — світогляд, в основі якого лежить атеїстичне мислення, що заперечує існування будь-яких вищих сил та будь-яких духовних реальностей. Секулярний гуманізм визнає матеріальну природу й соціальну природу людини, але заперечує духовну. Від релігійного гуманізму відрізняється тим, що скасовує віру в Бога (для своїх прихильників) як принцип ілюзорної орієнтації людини в реальному світі. У прихильників світського гуманізму боротьба з релігією чи релігійним світоглядом не є головним завданням.

## Базові принципи світського гуманізму
Згідно з «Декларацією секулярного гуманізму» цих принципів — десять:
1. Вільне дослідження. Неприпустимість широкої цензури та догматизму. Незалежність від них преси і засобів комунікації. Визнання небезпеки ЗМІ при розповсюдженні догм, в тому числі релігійних.
2. Відокремлення церкви від держави.
3. Ідеал свободи. Неприпустимість різних форм тоталітаризму, ідеал рівності прав меншин і більшості, рівність усіх перед законом.
4. Етика поведінки, заснована на критичному мисленні. Незалежність етики від релігії та церкви. Необхідність виводу і вироблення етики без втручань релігії.
5. Моральність освіти. Відокремити дітей і молодь від нереформованої церкви на етапі, коли особа ще формується і не здатна сама і свідомо обрати світогляд — атеїстичний чи релігійний. Але визнається необхідність моральності освіти.
6. Релігійний скептицизм. Скептичне ставлення до претензій церкви і ірреального, ірраціонального на реальність.
7. Розум. Використання логіки, раціонального дослідження і досвіду в процесі накопичення знань і в перевірках критеріїв його істинності.
8. Наука і техніка. Визнання переваг наукового досліду як найбільш дійсного і плідного засобу пізнання світу.
9. Еволюція. Визнання переваг еволюції як науково обґрунтованого світогляду перед релігійним світоглядом і втручанням Бога.
10. Освіта. Науково обґрунтована освіта визнається невід'ємною складовою побудови гуманного, вільного і демократичного суспільства.

## Повага до права вибору
Церква як заклад тихо і підступно рекрутує собі прихильників століттями, починаючи з дітей. А діти це залежна група від батьків і дорослих, що забезпечують їхнє виживання. Перехід у християнство стає приховано примусовим.
Світський гуманізм надає можливість дітям вирости без небезпеки виживання і сформувати світогляд вже дорослим, психологічно та економічно незалежним. Така особа отримує право вибору
- стати вірним прихильником релігійного світогляду дорослим та свідомо відповідати за це.
- навпаки, стати прихильником наукового світогляду і світського гуманізму дорослим та свідомо відповідати за цю позицію.

## Конфлікт між прихильниками різних світоглядів
Секулярні гуманісти заявляють, що людина може обійтися без вищого сенсу, самостійно наповнювати власне життя будь-яким сенсом, виходячи зі свого критичного міркування. В «Декларації секулярного гуманізму», автором якої є Пол Курц, говориться: «Суддею етичної поведінки повинен бути критичний розум. Мета гуманізму — розвиток автономних і відповідальних індивідів, здатних самостійно приймати рішення на основі розуміння людської поведінки»… Світогляд сучасного гуманізму отримав свій вираз в новому програмному документі за назвою «Гуманістичний маніфест-2000: Заклик до нового планетарного гуманізму».
Появу «Гуманістичного маніфесту-2000» зумовили зміни, що відбулися в останні десятиліття XX ст. Серед них — крах комунізму в СРСР і країнах Східної Європи, припинення протистояння воєнних блоків, прискорення глобалізації світової економіки, збереження високих темпів науково-технічного прогресу, виникнення й стрімкий розвиток глобальної комп'ютерної мережі Інтернет тощо. Ці й інші глибокі зміни спричинили потребу в новій оцінці сучасного життя й перспектив світового співтовариства з погляду гуманістичного світогляду.

## Сексуальна освіта і різні погляди на проблему
Ще одна важлива теза з маніфесту: «З раннього віку повинна бути доступна можливість відповідної сексуальної освіти, що стосується питань відповідальної сексуальної поведінки, планування сім'ї й методів контрацепції». Це дозволяє запобігти негативним наслідкам необізнаності із даною проблематикою, зокрема вульгаризації сексуальності та проблем із венеричними захворюваннями і небажаною вагітністю.
Секс-просвітництво перебуває на початковому етапі становлення, особливо в країнах СНД. Появу секс-просвітництва викликали:
- збільшення ролі жінки в суспільному житті,
- акселерація,
- розрив між фізичною зрілістю підлітків і їх пізньою моральною зрілістю, запізнілою економічною незалежністю юнацтва
- спроби замінити неефективні заборони на реальне знання ризиків і небезпек.

Новою проблемою стала епідемія СНІДу. Тепер вже проблема захисту постала як перед неосвіченими дорослими, так і перед неосвіченими підлітками, урівнявши їх перед небезпекою. 
З 1956 року в протестантській Швеції введене обов'язкове сексуальне просвітництво. Йому вже півстоліття. Країна від цього не стала ні менш християнською, ні менш авторитетною. А кількість людських трагедій в ній таки зменшилась.
Відмова від сексуального просвітництва ставить усіх нас в умови постійної недовіри підліткам, тотального контролю і масових перевірок цноти дівчат після кожної дискотеки, що ганебно і нереально.

## Евтаназія
Маніфест говорить про «право на евтаназію». Християнський світогляд вважає евтаназію вбивством і втручанням людини в життя, дане Богом.
Роками церква також гостро реагувала на проблему самогубства. Померлих самогубців було заборонено ховати на тому ж цвинтарі, де і вірних церкви.
Наближена до цього і проблема евтаназії. Але вона — відображення широкого кола невирішених наукою проблем зараз і неспроможність сучасної науки активно допомогти тут і зараз. Але ж і наука не золота рибка, не магічна паличка. Прогрес науки логічно доводить, що і ці проблеми вирішать, як вирішили проблему знеболювання при операціях (якого не було), винаходу нових ліків (яких ніколи не було), застосування нових лікувальних засобів, фармакологічних чи позафармакологічних — від гіпнозу до апаратних.

## Моральність і Маніфест
Розглянемо ще одну тезу: «Ми повинні бути готовими прийняти нові можливості відтворення роду, що відкрилися завдяки науковим дослідженням — такі як… генна інженерія, трансплантація органів і клонування. У цих питаннях ми вже не можемо оглядатися на моральні підвалини минулого».

## Нові виклики часу
Одна із тез гуманістів — відстоювання легалізації одностатевих шлюбів: «Подружні пари однієї статі повинні мати ті ж права, що й гетеросексуальні пари». Це повністю суперечить християнському вченню. Маніфест заявляє: «Ми чекаємо сміливих і новаторських ідей, спрямованих на максимальне прискорення людського прогресу у світовому масштабі». І в цьому контексті читаємо тезу: «Не повинні заборонятися шлюби між родичами». Пропаганда інцесту як норми — це закономірний вінець усього «морального корпусу» ідеології секулярного гуманізму. «Кожен представник людського роду повинен бути гарантований від страху перед моральним тиском (будь то з боку приватних осіб, суспільних або політичних інститутів)». Християнський світогляд передбачає відповідальність кожної людини перед Богом на підставі християнських стандартів за свою моральну поведінку. У Маніфесті всіляко нав'язується неправильна думка про те, що існуюча мораль уже є «архаїчною», відсталою, гальмуючою науковий прогрес: «Планетарний гуманізм прагне запропонувати досяжні цілі на тривалу перспективу. У цьому складається принципове розходження між гуманізмом й архаїчною мораллю, що ґрунтується на релігії. Гуманізм малює нові, сміливі образи майбутнього, породжує впевненість у спроможності людського роду вирішувати проблеми, що встають перед ним, спираючись на розум і позитивний світогляд».
Західноєвропейські суспільства практично легалізували одностатеві шлюби, в більшості де-факто. Серед цих країн — Канада, Данія, Нідерланди, Велика Британія та інші. В великих містах створені особливі квартали для секс меншин (Відень, Лос-Анжелес, Нью-Йорк, Сан-Франциско, декілька міст Великої Британії). Особливі умови склалися у Данії, де століттями не була актуальною навіть цензура.
Це не позбавило секс меншини від конфліктів з оточенням. Але надало можливість декриміналізувати явище і не тягнути у в'язницю мера міста Берлін Клауса Воверайта за те, що він не схожий на священика вашої парафії.

## Божественне керівництво і страшні реалії
Християнська мораль вірить у Божественне керівництво, допомогу й трансцендентне втручання в життя людства. Моралі, яку світські гуманісти називають «архаїчною», протиставляється ідеологія гуманістів як «вища цінність»: «Планетарний гуманізм, представлений у даному Маніфесті, є за своїм світоглядом пост-постмодерністським. Він ґрунтується на вищих цінностях сучасності». Відкидаючи накопичений людством досвід у моральному саморегулюванні, маніфест заявляє, що гуманізм не бажає миритися з існуючими нормами моралі, і несе людству власну мораль, головним критерієм оцінки якої буде «щастя»: «Моральні прихильності глибоко кореняться в людському єстві й розвивалися протягом всієї історії людства. Тому гуманістична етика не вимагає згоди щодо теологічних або релігійних постулатів — такої згоди й неможливо досягти, — але зводить, в остаточному підсумку, будь-які моральні норми до звичайних людських інтересів, бажаннь, потреб і цінностей. Ми судимо про ці норми за тим, як вони служать людському щастю й соціальній справедливості». Але «щастя» у цьому випадку — це дуже розмите поняття. Для християнина категорія щастя буде розкриватися через інші характеристики якості й умов життя, ніж для атеїста. Щастя олігарха навряд чи буде однаковим із щастям бідної селянки. Зокрема, заявляється, що ідеологія гуманізму несе людству «щастя»: «Гуманізм сприяв формуванню нової етики, що висуває на перший план цінності свободи й щастя, що підкреслює значимість природних людських прав». Віруючі світових релігій огульно й безпідставно обвинувачуються у відсталості, фанатизмі й ін.: «Наполеглива прихильність традиційним релігійним поглядам звичайно сприяє нереалістичним, пассивистським, містичним підходам до соціальних проблем, сіє недовіру до науки й занадто часто стає на захист відсталих соціальних інститутів». Які соціальні інститути названі як «відсталі»? При цьому багаторазово говориться в самому Маніфесті — традиційні релігії, традиційні моральні цінності, нормальна сім'я, нормальні сексуальні стосунки, неприйняття сексуальних перекручень й евтаназії, негативна оцінка абортів.